# 제9회 가톨릭영화제
제9회 가톨릭영화제는 2022년 10월 27일에 열린 시상식이다.

## 수상 및 후보

### 대상
- 사랑합니다 고객님 - 김서윤 수상

### 우수상
- 빨래가 마르는 시간 - 김진한 수상

### 장려상
- 왼손 - 나단아 수상
- 평양랭면 - 윤주훈 수상

### 특별장려상
- 어떤, 시작 - 백두현 수상

### 관객상
- 벌레 - 김해리 수상

### 사전제작지원작
- 꾸러기 문구점 - 유민경 수상

### 스텔라상
- 빨래가 마르는 시간 - 오민애 수상

### CaFF초이스 장편
- 로라의 별 - 조야 토메
- 마리사와 아흐마드 - 넬리 레게라
- 신부가 된 복서 - 로잘린드 로스
- 아워 프렌드 - 가브리엘라 코우퍼스웨이트
- 제시와 엘프 소년 - 필립 토드
- 하느님의 사람 - 옐레나 포포비치
- 곤충들의 정원 - 이네서 컬키리타이트
- 바람의 향기 - 하디 모하게흐
- 우리 사이의 우주 - 라헬라 야그리치 피르츠
- 앙리 앙리 - 마르탕 탈보
- 코다 - 션 헤이더
- 타인의 친절 - 론 쉐르픽

### CaFF초이스 단편
- 선물 - 파라 나불시
- 신에게 보내는 편지 - 이브 코헨
- 가정동 - 허지윤
- 그대 내 맘에 - 마틴 스트랑게 한센

### CaFF애니메이션 단편
- 철없는 베이커리 - 이호민
- 더 빅 보이 - 이규태
- 할머니의 케이크 - 김준아
- 천 개의 등대 - 주용관
- 할머니 할아버지의 봄 - 박재인
- 블룬 - 김학건
- 보리야 - 민성아
- 시소 - 차유경
- 할망바다 - 강희진 외 1명
- 꽃피는 편지 - 강희진
- 함께 살개 - 이윤지
- 두 소년의 시간 - 전승배
- 토요일다세대주택 - 전승배
- 건전지 아빠 - 전승배

### CaFF단편경쟁
- 왼손 - 나단아
- 잊혀진 익숙함 - 신해섭
- 사랑합니다 고객님 - 김서윤
- 닻 - 김채정
- 평양랭면 - 윤주훈
- 집으로 가는 길 - 차은빈
- 파란 거인 - 노경무
- 조지아 - 제이 박
- 벌레 - 김해리
- 용덕마을 - 김하영
- 수화통역사 - 정서원
- 어떤, 시작 - 백두현
- 없는 이름 - 안도영
- 어떤 봄 - 소지인
- 빨래가 마르는 시간 - 김진한

### CaFF클래식
- 마태복음 - 피에르 파올로 파졸리니
- 자전거 도둑 - 비토리오 데 시카

### 메이드 인 가톨릭
- 무지개 나라의 유산 - 이진영
- 푸른색 빛무리 - 강언덕
- 최고의 선물 생명나눔 - 박봉곤